# (Keep Your) Sunny Side Up
(Keep Your) Sunny Side Up ist ein Popsong, der von B. G. DeSylva und Lew Brown (Text) und Ray Henderson (Musik) geschrieben und 1929 veröffentlicht wurde.

## Geschichte
Das Songwriter-Team Henderson, DeSylva und Brown schrieben (Keep Your) Sunny Side Up für das Musical Sunny Side Up. 1929 wurde es von David Butler mit Janet Gaynor und Charles Farrell in den Hauptrollen verfilmt. Das von ihnen interpretierte Lied war der Titelsong. Im selben Jahr wurde der Song vom Earl Burtnett & His Los Angeles Biltmore Hotel Orchestra (Brunswick 4501) und Johnny Hamps Kentucky Serenaders (Victor 22124) aufgenommen.
Sunny Side Up wurde mit seiner positiven Grundhaltung einer der bekanntesten Songs der Depressionsjahre in den Vereinigten Staaten. Der Refrain beginnt mit der Titelzeile „Keep your sunny side up, up!“ Im Weiteren heißt es, dass wir unsere traurige Seite verbergen sollen. Gecovert wurde das Lied bereits Ende 1929 von Frankie Trumbauer, Lud Gluskin, in den folgenden Jahren u. a. von Jimmy Jones, J. Lawrence Cook, Artie Shaw, Benny Payne, The Hi-Lo’s, Billy Butterfield, Sonny Stitt, Billy May, Sun Ra (Live from Soundscape) und Bill Coleman. 2007 hat Bill Carrothers den Song interpretiert.